# Takutu River
Takutu River är en flod i Upper Takatu-Upper Esseqiubo i Guyana och Roraima i Brasilien som delvis utgör en del av gränsen mellan de båda länderna. Sammanflödet mellan Takutu River och Rio Uraricoera bildar Rio Branco.